# Jed Kurzel

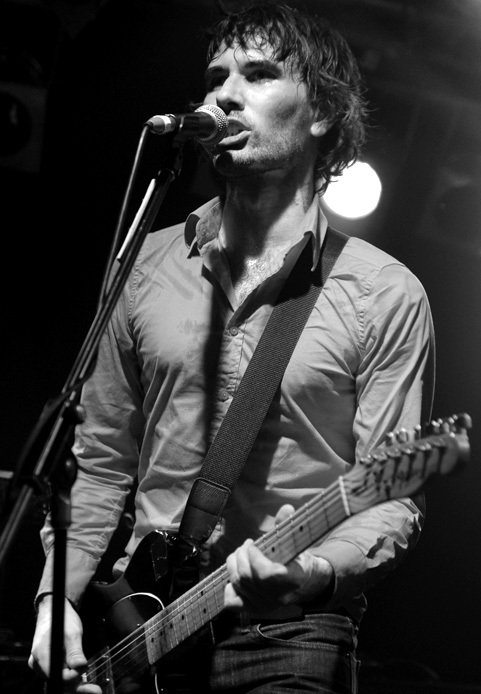
Jed Kurzel bei einem Live-Auftritt mit The Mess Hall 2009

Jed Kurzel (* 1976) ist ein australischer Filmkomponist und Musiker.

## Leben
Jed Kurzel und sein älterer Bruder Justin Kurzel wuchsen in Gawler, nördlich von Adelaide, auf.
Jed folgte seinem Bruder, der Anfang der 1990er Jahre ein Studium am NIDA begonnen hatte, einige Jahre später nach Sydney.
Gemeinsam mit Cec Condon gründete Jed Kurzel die Rock-Band The Mess Hall. Sein Bruder war anfangs noch Mitglied der Band, zog sich jedoch bald vom Musikmachen zurück. Das gleichnamige Debüt-Album des Duos erschien im Jahr 2001. Für ihr drittes Album Devils Elbow wurden sie mit dem Australian Music Prize 2007 ausgezeichnet.
Parallel schrieb Jed Kurzel Musik für erste Kurzfilme. Seine erste Filmmusik für einen Spielfilm schrieb er für das Regiedebüt seines Bruders, Die Morde von Snowtown aus dem Jahr 2011. Seine Filmmusik wurde bei den Screen Music Awards 2011 als Feature Film Score of the Year ausgezeichnet.
Nachdem Kurzel 2014 unter anderem die Soundtracks für den Spielfilm Son of a Gun und den Dokumentarfilm All This Mayhem geschrieben hatte, arbeitete er 2015 erneut mit seinem Bruder für die Umsetzung von Macbeth zusammen.

## Filmografie (Auswahl)
- 2000: Sammy Blue (Kurzfilm)
- 2007: Naked on the Inside (Dokumentarfilm)
- 2009: Castor & Pollux (Kurzfilm)
- 2011: Die Morde von Snowtown (Snowtown)
- 2012: Dead Europe
- 2014: Dook Stole Christmas (Kurzfilm)
- 2014: Son of a Gun
- 2014: All This Mayhem (Dokumentarfilm)
- 2014: Der Babadook (The Babadook)
- 2015: Slow West
- 2015: Macbeth
- 2016: Assassin’s Creed
- 2017: Alien: Covenant
- 2018: The Nightingale – Schrei nach Rache (The Nightingale)
- 2018: Operation: Overlord (Overlord)
- 2019: The Mustang
- 2019: Jean Seberg – Against all Enemies (Seberg)
- 2019: Outlaws – Die wahre Geschichte der Kelly Gang (True History of the Kelly Gang)
- 2021: Encounter
- 2021: Nitram
- 2022: Samaritan
- 2022: Guillermo del Toro’s Cabinet of Curiosities (Fernsehserie, Episode 1x08)
- 2023: The Pope’s Exorcist
- 2024: Monkey Man
- 2024: The Order
- 2025: The Narrow Road to the Deep North (Miniserie, 5 Episoden)
- 2025: Echo Valley

## Diskografie (Auswahl)
Alben mit The Mess Hall:
- 2001: The Mess Hall (Not On Label)
- 2005: Notes From A Ceiling (Shock)
- 2007: Devils Elbow (Ivy League Records)
- 2009: For The Birds (Ivy League Records)

## Auszeichnungen
AACTA Award
- 2020: Nominierung für die Beste Filmmusik (Outlaws – Die wahre Geschichte der Kelly Gang)